# Super Series (1976–1991)
Die Super Series waren internationale Eishockeyvergleiche zwischen Klubmannschaften aus der sowjetischen Eishockeyliga und der National Hockey League, welche zwischen 1976 und 1991 auf nordamerikanischem Boden stattfanden. Eine Ausnahme bilden die Spiele aus dem Jahr 1983, als anstatt der sowjetischen Klubmannschaften die Sbornaja mehrere Spiele gegen die nordamerikanischen Profivereine absolvierte. Der Modus der insgesamt 18 ausgetragenen Serien war stark an die beiden Summit Series der frühen 1970er Jahre angelehnt, als die sowjetische Nationalmannschaft und die kanadische Nationalmannschaft mehrere Vergleiche untereinander bestritten.

## Super Series 1976

### HK ZSKA Moskaugegen NHL
- 28. Dezember 1975: HK ZSKA Moskau 7–3 New York Rangers
- 31. Dezember 1975: HK ZSKA Moskau 3–3 Montréal Canadiens
- 8. Januar 1976: HK ZSKA Moskau 5–2 Boston Bruins
- 11. Januar 1976: Philadelphia Flyers 4–1 HK ZSKA Moskau

Endstand: HK ZSKA Moskau gewinnt die Serie gegen die NHL-Teams mit 2:1. Eine Partie endete unentschieden.

### Krylja Sowetow Moskaugegen NHL
- 29. Dezember 1975: Krylja Sowetow Moskau 7–4 Pittsburgh Penguins
- 1. Januar 1976: Buffalo Sabres 12–6 Krylja Sowetow Moskau
- 7. Januar 1976: Krylja Sowetow Moskau 4–2 Chicago Black Hawks
- 10. Januar 1976: Krylja Sowetow Moskau 2–1 New York Islanders

Endstand: Krylja Sowetow Moskau gewinnt die Serie gegen die NHL-Teams mit 3:1.

## Super Series 1978

### HK Spartak Moskaugegen NHL
- Vancouver Canucks 2–0 HK Spartak Moskau
- HK Spartak Moskau 8–3 Colorado Rockies
- HK Spartak Moskau 2–1 St. Louis Blues
- Montréal Canadiens 5–2 HK Spartak Moskau
- HK Spartak Moskau 2–1 Atlanta Flames

Endstand: HK Spartak Moskau gewinnt die Serie gegen die NHL-Teams mit 3:2.

## Super Series 1979

### Krylja Sowetow Moskau gegen NHL
- Krylja Sowetow Moskau 8–5 Minnesota North Stars
- Krylja Sowetow Moskau 4–4 Philadelphia Flyers
- Detroit Red Wings 6–5 Krylja Sowetow Moskau
- Krylja Sowetow Moskau 4–1 Boston Bruins

Endstand: Krylja Sowetow Moskau gewinnt die Serie gegen die NHL-Teams mit 2:1. Eine Partie endete unentschieden.

## Super Series 1980

### HK Dynamo Moskaugegen NHL
- Vancouver Canucks 6–2 HK Dynamo Moskau
- HK Dynamo Moskau  7–0 Winnipeg Jets
- HK Dynamo Moskau 4–1 Edmonton Oilers
- HK Dynamo Moskau 5–5 Washington Capitals

Endstand: HK Dynamo Moskau gewinnt die Serie gegen die NHL-Teams mit 2:1. Eine Partie endete unentschieden.

### HK ZSKA Moskau gegen NHL
- HK ZSKA Moskau 5–2 New York Rangers
- HK ZSKA Moskau 3–2 New York Islanders
- Montréal Canadiens 4–2 HK ZSKA Moskau
- Buffalo Sabres 6–1 HK ZSKA Moskau
- HK ZSKA Moskau 6–4 Québec Nordiques

Endstand: HK ZSKA Moskau gewinnt die Serie gegen die NHL-Teams mit 3:2.

## Super Series 1983

### UdSSRgegen NHL
- Edmonton Oilers 4–3 UdSSR
- UdSSR 3–0 Québec Nordiques
- UdSSR 5–0 Montréal Canadiens
- Calgary Flames 3–2 UdSSR
- UdSSR 6–3 Minnesota North Stars
- UdSSR 5–1 Philadelphia Flyers

Endstand: Die UdSSR gewinnt die Serie gegen die NHL-Teams mit 4:2.

## Super Series 1986

### HK ZSKA Moskau gegen NHL
- HK ZSKA Moskau 5–2 Los Angeles Kings
- HK ZSKA Moskau 6–3 Edmonton Oilers
- Québec Nordiques 5–1 HK ZSKA Moskau
- HK ZSKA Moskau 6–1 Montréal Canadiens
- HK ZSKA Moskau 4–2 St. Louis Blues
- HK ZSKA Moskau 4–3 Minnesota North Stars

Endstand: HK ZSKA Moskau gewinnt die Serie gegen die NHL-Teams mit 5:1.

### HK Dynamo Moskau gegen NHL
- Calgary Flames 4–3 HK Dynamo Moskau
- HK Dynamo Moskau 3–3 Pittsburgh Penguins
- HK Dynamo Moskau 6–4 Boston Bruins
- HK Dynamo Moskau 7–4 Buffalo sabres

Endstand: HK Dynamo Moskau gewinnt die Serie gegen die NHL-Teams mit 2:1. Eine Partie endete unentschieden.

## Super Series 1989

### HK ZSKA Moskau gegen NHL
- HK ZSKA Moskau 5–5 Québec Nordiques
- HK ZSKA Moskau 3–2 New York Islanders
- HK ZSKA Moskau 5–4 Boston Bruins
- HK ZSKA Moskau 5–0 New Jersey Devils
- Pittsburgh Penguins 4–2 HK ZSKA Moskau
- HK ZSKA Moskau 6–3 Hartford Whalers
- Buffalo Sabres 6–5 HK ZSKA Moskau

Endstand: HK ZSKA Moskau gewinnt die Serie gegen die NHL-Teams mit 4:2. Eine Partie endete unentschieden.

### Dinamo Rigagegen NHL
- Dinamo Riga 2–2 Calgary Flames
- Edmonton Oilers 2–1 Dinamo Riga
- Vancouver Canucks 6–1 Dinamo Riga
- Dinamo Riga 5–3 Los Angeles Kings
- Chicago Blackhawks 4–1 Dinamo Riga
- St. Louis Blues 5–0 Dinamo Riga
- Dinamo Riga 2–1 Minnesota North Stars

Endstand: Die NHL-Teams gewinnen die Serie gegen Dinamo Riga mit 4:2. Eine Partie endete unentschieden.

## Super Series 1990

### Chimik Woskressenskgegen NHL
- Chimik Woskressensk 6–3 Los Angeles Kings
- Edmonton Oilers 6–2 Chimik Woskressensk
- Calgary Flames 6–3 Chimik Woskressensk
- Chimik Woskressensk 4–2 Detroit Red Wings
- Washington Capitals 5–2 Chimik Woskressensk
- Chimik Woskressensk 6–3 St. Louis Blues

Endstand: Die Serie zwischen Chimik Woskressensk und den NHL-Teams endete 3:3.

### Krylja Sowetow Moskau gegen NHL
- New York Islanders 5–4 Krylja Sowetow Moskau
- Hartford Whalers 4–3 Krylja Sowetow Moskau
- Krylja Sowetow Moskau 4–4 Québec Nordiques
- Krylja Sowetow Moskau 3–1 New York Rangers
- Montréal Canadiens 2–1 Krylja Sowetow Moskau

Endstand: Die NHL-Teams gewinnen die Serie gegen Krylja Sowetow Moskau mit 3:1. Eine Partie endete unentschieden.

### HK ZSKA Moskau gegen NHL
- Winnipeg Jets 4–1 HK ZSKA Moskau
- HK ZSKA Moskau 6–0 Vancouver Canucks
- HK ZSKA Moskau 4–2 Minnesota North Stars
- HK ZSKA Moskau 6–4 Chicago Blackhawks
- HK ZSKA Moskau 5–4 Philadelphia Flyers

Endstand: HK ZSKA Moskau gewinnt die Serie gegen die NHL-Teams mit 4:1.

### HK Dynamo Moskau gegen NHL
- HK Dynamo Moskau 5–2 Pittsburgh Penguins
- HK Dynamo Moskau 7–4 Toronto Maple Leafs
- Buffalo Sabres 4–2 HK Dynamo Moskau
- New Jersey Devils 7–1 HK Dynamo Moskau
- HK Dynamo Moskau 3–1 Boston Bruins

Endstand: HK Dynamo Moskau gewinnt die Serie gegen die NHL-Teams mit 3:2.

## Super Series 1991

### Chimik Woskressensk gegen NHL
- Los Angeles Kings 5–1 Chimik Woskressensk
- St. Louis Blues 4–2 Chimik Woskressensk
- Chimik Woskressensk 2–2 New York Islanders
- Chimik Woskressensk 6–3 Montréal Canadiens
- Chimik Woskressensk 5–4 Buffalo Sabres
- Chimik Woskressensk 5–2 Boston Bruins
- Minnesota North Stars 6–4 Chimik Woskressensk

Endstand: Die Serie zwischen Chimik Woskressensk und den NHL-Teams endete 3:3. Eine Partie endete unentschieden.

### HK ZSKA Moskau gegen NHL
- HK ZSKA Moskau 5–2 Detroit Red Wings
- HK ZSKA Moskau 6–1 New York Rangers
- HK ZSKA Moskau 4–2 Chicago Blackhawks
- HK ZSKA Moskau 6–4 Calgary Flames
- Edmonton Oilers 4–2 HK ZSKA Moskau
- HK ZSKA Moskau 6–4 Winnipeg Jets
- HK ZSKA Moskau 4–3 Vancouver Canucks

Endstand: HK ZSKA Moskau gewinnt die Serie gegen die NHL-Teams mit 6:1.

### HK Dynamo Moskau gegen NHL
- Toronto Maple Leafs 7–4 HK Dynamo Moskau
- HK Dynamo Moskau 0–0 Hartford Whalers
- HK Dynamo Moskau 2–2 New Jersey Devils
- Washington Capitals 3–2 HK Dynamo Moskau
- HK Dynamo Moskau 4–1 Philadelphia Flyers
- HK Dynamo Moskau 4–3 Pittsburgh Penguins
- HK Dynamo Moskau 4–1 Québec Nordiques

Endstand: HK Dynamo Moskau gewinnt die Serie gegen die NHL-Teams mit 3:2. Zwei Partien endeten unentschieden.